# Николай (Адоратский)
Епи́скоп Никола́й (в миру Пётр Степа́нович Адора́тский; 15 сентября 1849, Казань — 29 октября 1896, Оренбург) — епископ Оренбургский и Уральский, духовный писатель.

## Биография
Родился 15 сентября 1849 года в Казани в семье священника.
Окончил Казанскую духовную семинарию, а в 1874 году Казанскую духовную Академию со степенью кандидата богословия. Вскоре после окончания Академии, в декабре 1874 года был назначен псаломщиком к Венской посольской церкви, при которой трудился до июня 1880 года.
Постриженный в монашество с именем Николай, с 1882 года был назначен членом православной Пекинской миссии.
После возвращения из Китая, с 1886 по 1887 года в сане иеромонаха состоял в должности смотрителем Херсонского духовного училища.
В 1887 году получил степень магистра богословия за диссертацию «Православная миссия в Китае за 200 лет её существования» (Казань, 1887).
С 1887 по 1890 год в сане архимандрита был ректором Ставропольской духовной семинарии.
Публиковался в журналах «Православное обозрение», «Православный собеседник», «Страннике» и других духовных журналах.

## Епископское служение
1 марта 1890 года был хиротонисан во епископа Новомиргородского, викария Херсонской епархии.
8 июня 1891 года был назначен епископом Алеутским и Аляскинским, но по болезни не выезжал в Америку.
7 сентября 1891 года назначен епископом Балтским,
викарием Подольской епархии.
22 октября 1895 года был переведён на Оренбургскую епископскую кафедру, где и находился до дня кончины, последовавшей 29 октября 1896 года. Похоронен в склепе Казанского собора города Оренбурга.

## Сочинения
- «Исторический очерк вопроса о свободе вероисповеданий в современной Испании». // «Православный Собеседник» 1876, июнь-июль, с. 181—215, 264—270.
- «Заметки об общественной деятельности современного французского духовенства». // «Православный Собеседник» 1876, сентябрь, с. 90-110.
- «Заметка о покойном архиепископе Палладии, начальнике Православной миссии в Пекине». Статья переводная. // «Православный Собеседник» 1884, июнь, с. 248—252.
- «Настоящее положение и современная деятельность Православной духовной миссии в Китае». // «Православный Собеседник» 1884, август-сентябрь, с. 373—390, сентябрь, с. 103—108.
- «Положение миссионерства в Китае». // «Православный Собеседник» 1885, май, с. 68-96.
- «Исторический очерк католической пропаганды в Китае». // «Православный Собеседник» 1885, сентябрь, с. 24-69.
- «Отец Иакинф Бичурин» — исторический этюд. // «Православный Собеседник» 1886, февраль, март, май.
- «Протестантская пропаганда в Китае и современные гонения на её миссии». // «Православное Обозрение» 1886, август.
- «О пятидесятилетнем юбилее проф. Васильева», заметка. // «Новое Время», 1886, № 3780, 7 сентября, «Московские Ведомости» 1886, № 250, 10 сентября.
- «Православие и православная миссия в Китае». // «Современные Известия» 1886, № 355, 25 декабря.
- «Православный храм в Ханькоу в Китае». // «Нива» 1887, № 1, «Воск. День» 1887, № 4 (с рисунком).
- «Православная миссия в Китае за 200 лет её существования: история Пекинской Духовной миссии в первый и второй периоды её деятельности». // «Православный Собеседник» 1887, февраль-ноябрь; «Странник» 1887, апрель-май (первые четыре главы)
- «Об источниках истории Пекинской духовной миссии». Речь на коллоквиуме 7 января 1888 года. // «Православный Собеседник» 1888, январь.
  - Об источниках истории православной духовной миссии в первый и второй периоды ее деятельности. — Казань. — 1888. — 9 С.
- «Слово пред началом учения в Ставропольской духовной семинарии (1889 г.)».
- История Пекинской Духовной Миссии в первый период её деятельности (1685—1745) // История Российской Духовой Миссии в Китае. Сборник статей. — М.: Издательство Свято-Владимирского Братства. — 1997. — С. 14-164